# Själön
Själön är en ö i Finland.  Den ligger i Ekenäs skärgård i kommunen Raseborg, mellan Jussarö och Barösund i den ekonomiska regionen  Raseborg och landskapet Nyland, i den södra delen av landet, ca 20 km sydost om Ekenäs centrum och 70 km väster om huvudstaden Helsingfors. Arean är 0,29 kvadratkilometer.
Den högsta punkten på ön är ca 15 m ö.h. Ön sträcker sig 0,5 kilometer i nord-sydlig riktning, och 0,8 kilometer i öst-västlig riktning.